# 斯佩氏毛鼻鯰
斯佩氏毛鼻鯰，為輻鰭魚綱鯰形目毛鼻鯰科的其中一種。分布於南美洲阿根廷Salta和Catamarca地區，體長可達10.8公分。

## 扩展阅读
維基物種上的相關：斯佩氏毛鼻鯰